# Achim Großmann
Achim Großmann (* 17. April 1947 in Aachen; † 14. April 2023 in Würselen) war ein deutscher Politiker (SPD). Er war von 1998 bis 2009 Parlamentarischer Staatssekretär beim Bundesminister für Verkehr, Bau- und Wohnungswesen bzw. ab 2005 Bundesminister für Verkehr, Bau und Stadtentwicklung.

## Leben und Beruf
Nach dem Abitur 1966 am Kaiser-Karls-Gymnasium in Aachen absolvierte Großmann ein Studium der Psychologie an der TH Aachen, welches er 1972 als Diplom-Psychologe beendete. Er war dann bis 1986 als Erziehungsberater an der Beratungsstelle für Eltern, Kinder und Jugendliche in Alsdorf tätig, seit 1979 als deren Leiter. Parallel dazu hat er einige Semester als Dozent für Verwaltungspsychologie an der Fachhochschule für öffentliche Verwaltung in Aachen gearbeitet.
Achim Großmann war geschieden und hatte zwei Kinder.

## Partei
Seit 1971 war er Mitglied der SPD. Von 1982 bis 1996 war er Vorsitzender des SPD-Unterbezirks Kreis Aachen und gehörte von 1983 bis 1995 dem SPD-Bezirksvorstand Mittelrhein an.

## Abgeordneter
Von 1975 bis 1998 war Großmann Ratsherr der Stadt Würselen.
Von 1987 bis 2009 war er Mitglied des Deutschen Bundestages. Hier gehörte er von 1991 bis 1998 als wohnungspolitischer Sprecher dem Vorstand der SPD-Bundestagsfraktion an.
Achim Großmann war stets als direkt gewählter Abgeordneter des Wahlkreises Kreis Aachen in den Bundestag eingezogen. Bei der Bundestagswahl 2005 erreichte er hier 46,0 % der Erststimmen. Bei der Bundestagswahl 2009 bewarb sich Großmann nicht mehr um ein Mandat.

## Öffentliche Ämter
Nach der Bundestagswahl 1998 wurde er am 27. Oktober 1998 als Parlamentarischer Staatssekretär beim Bundesminister für Verkehr, Bau- und Wohnungswesen in die von Bundeskanzler Gerhard Schröder geführte Bundesregierung berufen. Nach Bildung der Großen Koalition unter Bundeskanzlerin Angela Merkel wurde das Ministerium umbenannt in Bundesministerium für Verkehr, Bau und Stadtentwicklung. Nach der Bundestagswahl 2009 und dem folgenden Regierungswechsel schied Großmann im Oktober 2009 aus dem Amt. In den elf Jahren seiner Tätigkeit diente er unter fünf verschiedenen Bau- und Verkehrsministern.
Als Parlamentarischer Staatssekretär war Achim Großmann Aufsichtsratsmitglied der Deutschen Bahn und an den Vorbereitungen des Börsengangs beteiligt.

## Kabinette
- Kabinett Schröder I – Kabinett Schröder II – Kabinett Merkel I

## Veröffentlichungen
- Würselen – Geschichte(n) in alten Bildern.
- Würselener Ansichten. 1. Auflage. Buchhandlung Martin Schulz, Würselen 1987 (zusammen mit Josef Amberg).
- Die rothen Gesellen im schwarzen Westen. Die frühe Geschichte der sozialdemokratischen Bewegung in der Aachener Region. Hahne & Schloemer Verlag, Düren 2014, ISBN 978-3-942513-24-1.
- Zigarren aus Würselen. Hahne & Schloemer Verlag, Düren 2015.

## Auszeichnungen
- 2009 – Weinritter – Auszeichnung der Stadt Oppenheim
- 2015 – Baesweiler-Löwe
- 2015 – Rheinlandtaler des Landschaftsverbandes Rheinland (LVR)